# Дискография группы «Ляпис Трубецкой»

## Студийные альбомы
| Год  | Название         | Лейбл       |
| ---- | ---------------- | ----------- |
| 1996 | Ранетое сердце   | Satis       |
| 1998 | Ты кинула        | Союз        |
| 1999 | Красота          | Союз        |
| 2000 | Тяжкий           | Real        |
| 2001 | Юность           | Grand       |
| 2004 | Золотые яйцы     | Союз        |
| 2007 | Капитал          | Никитин     |
| 2008 | Manifest         | Никитин     |
| 2009 | Культпросвет     | Союз        |
| 2011 | Весёлые картинки | Soyuz Music |
| 2012 | Рабкор           | Союз        |
| 2014 | Матрёшка         | Союз        |

## Синглы
| Год  | Название             | Лейбл          |
| ---- | -------------------- | -------------- |
| 2003 | «Чырвоны кальсоны»   | Birds Fabric   |
| 2010 | «Священный огонь»    | Интернет-сингл |
| 2010 | «Грай»               | Интернет-сингл |
| 2013 | «Танцуй!»            | Интернет-сингл |
| 2013 | «Месяц»              | Интернет-сингл |
| 2013 | «Танк»               | Интернет-сингл |
| 2013 | «Oldi. Serёnity Dub» | Миру Мир       |
| 2025 | «Бритва Оккама»      | Интернет-сингл |

Как группа «Ляпис-98» выпустила сингла «Брежнев» (2017) и «Школа жизни» (2022).

## Концертные альбомы
| Год  | Название          | Лейбл                 |
| ---- | ----------------- | --------------------- |
| 1995 | Любови капец!     | Satis / Клубный стиль |
| 1996 | Смяротнае вяселле | ДК Профсоюзов         |
| 2012 | Рабкор Live       |                       |

## Ремикс-альбомы
| Год  | Название            | Лейбл    |
| ---- | ------------------- | -------- |
| 1999 | Ляписдэнс           | Союз     |
| 2001 | Ляписдэнс-2         | Союз     |
| 2010 | Пульс эпохи Remixed | Интернет |

## Компиляции и прочее
| Год  | Название                                | Лейбл             |
| ---- | --------------------------------------- | ----------------- |
| 1998 | Любови капец: архивные записи 1992—1995 | Союз              |
| 2000 | Всем девчонкам нравится                 | Союз              |
| 2009 | Парад-Алле                              | Никитин           |
| 2010 | Agitpop                                 | Eastblock Music   |
| 2013 | Грай                                    | Союз              |
| 2020 | Неизвестные песни Ляписов               | группа «Ляпис-98» |

## Саундтреки
| Год  | Название          | Лейбл        |
| ---- | ----------------- | ------------ |
| 2006 | Мужчины не плачут | Birds Fabric |

## Видеография
| Год  | Название                                                         | Режиссёр                        |
| ---- | ---------------------------------------------------------------- | ------------------------------- |
| 1997 | «Ау»                                                             | Алексей Терехов, Максим Тыминко |
| 1998 | «В платье белом»                                                 | Борис Деденёв                   |
| 1998 | «Ты кинула»                                                      | Борис Деденёв                   |
| 1999 | «Ты кинула» (Дискотека Авария mix)                               |                                 |
| 1999 | «Это любовь» (DJ Groove mix)                                     |                                 |
| 1999 | «Розочка»                                                        | Алексей Терехов, Максим Тыминко |
| 1999 | «Яблони»                                                         | Игорь Пашкевич                  |
| 2000 | «Дружбан» (существуют две версии клипа: обычная и задом-наперёд) | ТО «Дети Солнца»                |
| 2000 | «По аллеям»                                                      | Георгий Делиев                  |
| 2000 | «Спорт прошёл»                                                   | Евгений Митрофанов              |
| 2000 | «НЛО»                                                            | Алексей Хацкевич                |
| 2001 | «Голуби»                                                         | Игорь Пашкевич                  |
| 2001 | «Любовь повернулась ко мне задом» (Karapuzikee mix)              |                                 |
| 2001 | «Сочи»                                                           |                                 |
| 2001 | «Некрасавица» (официально вышел в 2007)                          | Я.Карпов, Алексей Хацкевич      |
| 2002 | «Юность»                                                         | Игорь Пашкевич                  |
| 2002 | «Гоп-хип-хоп» (КДБ микс) (feat. Саша и Сирожа)                   | Алексей Хацкевич                |
| 2003 | «Ласточки»                                                       | Алексей Хацкевич                |
| 2003 | «Раинька»                                                        | Игорь Пашкевич                  |
| 2004 | «Золотые яйцы»                                                   | Братья Сидоруки                 |
| 2004 | «Почтальоны»                                                     | Кевин Джексон, Р.Васьянов       |
| 2006 | «Андрюша»                                                        | Матвей Сабуров                  |
| 2006 | «Саяны» (выпущен только в Интернете)                             | Игорь Пашкевич                  |
| 2006 | «Харэ»                                                           | Владимир Епифанцев              |
| 2006 | «Олені» (feat. ТиК)                                              |                                 |
| 2007 | «Капитал» (анимационная версия)                                  | Алексей Терехов                 |
| 2007 | «Капитал» (гаражная версия)                                      | Матвей Сабуров                  |
| 2008 | «Золотая антилопа»                                               | Дмитрий Окладников              |
| 2008 | «Керчь-2»                                                        | Владимир Епифанцев              |
| 2008 | «Жлоб»                                                           | ТО «Дети Солнца»                |
| 2008 | «Манифест» (концертная версия)                                   | ТО «Дети Солнца»                |
| 2008 | «Огоньки»                                                        | Алексей Терехов                 |
| 2008 | «Манифест» (официально выпущен в марте 2009)                     | Матвей Сабуров                  |
| 2008 | «Belarus Freedom» (официально выпущен в марте 2009)              | Максим Сирый                    |
| 2009 | «Буревестник»                                                    | Матвей Сабуров, Максим Сирый    |
| 2009 | «Светлячки»                                                      | Виталий Сидорук                 |
| 2010 | «Пульс эпохи»                                                    | Иван Ушков                      |
| 2010 | «Болт» (feat. Noize MC)                                          | Алексей Терехов                 |
| 2010 | «Африка»                                                         |                                 |
| 2011 | «Я верю» (версия 1)                                              | Алексей Терехов                 |
| 2011 | «Я верю» (версия 2)                                              | Александр Стеколенко            |
| 2011 | «Космонавты» (использованы кадры из фильма «Звёздный ворс»)      |                                 |
| 2011 | «Принцесса»                                                      | Александр Стеколенко            |
| 2011 | «Не быць скотам»                                                 | Александр Стеколенко            |
| 2012 | «Путинарода»                                                     | Александр Стеколенко            |
| 2012 | «Броненосец (Ты ни при чём?)»                                    | Алексей Терехов                 |
| 2012 | «Железный»                                                       | Александр Стеколенко            |
| 2012 | «Рабкор»                                                         | Александр Салтыков              |
| 2013 | «Lyapis Crew»                                                    | Александр Стеколенко            |
| 2013 | «Танцуй!»                                                        | Александр Стеколенко            |
| 2013 | «Месяц»                                                          | Александр Стеколенко            |
| 2014 | «Матрешка»                                                       | Андрей Кагадеев                 |
| 2014 | «Воины света»                                                    | Алексей Терехов                 |
| 2017 | «Брежнев» (как группа «Ляпис-98»)                                |                                 |